# Ike Corbin
Ike Lee Corbin (ur. 24 czerwca 1966) – amerykański koszykarz, występujący na pozycjach skrzydłowego oraz środkowego.

## Osiągnięcia
Drużynowe
- Zdobywca Pucharu Polski (1996)
- Finalista Pucharu Polski (1997)

Indywidualne
- Uczestnik Meczu Gwiazd PLK (1996)[1]